# Üdersdorf
Üdersdorf – miejscowość i gmina w Niemczech, w kraju związkowym Nadrenia-Palatynat, w powiecie Vulkaneifel, wchodzi w skład gminy związkowej Daun.

## Współpraca
Miejscowość partnerska:
- Junglinster, Luksemburg